# Маммиллярия отростковая
Маммиллярия отростковая (лат. Mammillaria surculosa) — кактус из рода Маммиллярия.

## Описание
Стебель шаровидный, тёмно-зелёный, до 3 см диаметром, обильно кустится, образуя большие дернины. Сосочки длинные, до 1 см, мягкие.
Центральных колючек 1-2 (их может и не быть), они светло-жёлтые, загнутые на конце, до 2 см длиной. Радиальных — около 15, эти колючки тонкие, эластичные, белые или желтоватые, до 1 см длиной.
Цветки тёмно-жёлтые, раскрываются поочерёдно.

## Распространение
Эндемик мексиканских штатов Сан-Луис-Потоси и Тамаулипас. Растёт в сухих пустынях.

## Синонимы
- Dolichothele surculosa
- Ebnerella surculosa